# Караван чудеса
Караван чудеса је књига Уроша Петровића, објављена у издавачкој кући Лагуна 2. јуна 2016. године. Роман говори о опстанку презаштићеног дечака Адама који бива отет и одведен у паралелни, измештени свет без познаника, у којем му се судбина преплиће са мистериозном старицом опаких моћи, дивљим свињама, летећом мантом, и двема девојчицама које ће му наново променити живот. Сам караван чудеса се појављује као кулиса неочекиваног краја. 
Књига је добила награду Змајевих дечјих игара „Раде Обреновић“ за најбољи роман за децу и младе, као и награду Невен за најбољу књигу године.

## Рецепција дела
Др Љиљана Пешикан-Љуштановић је о овом роману, између осталог, написала: "Прича новог Петровићевог романа повешће свог читаоца ’путањама којима иначе никада не би закривудао’, где може ’видети и доживети и оно што другима промиче’, попут бумеранга исцртаног летећим веверицама који ’лети као да пркоси правилима’ и свог власника одводи у неслућену авантуру... Повезујући различите паралелне светове Караван чудеса доноси у њих магију и загонетност без којих би људски живот био лишен снова и маште, а, истовремено, постаје прибежиште за другачије, одбачене и усамљене за које нема довољно простора у реалној свакодневици."
Наташа Кљајић је о овом делу, између осталог, написала: "Храбро и без зазора, Петровић се ухватио у коштац са темом антиутопијског света као специфичне антитезе утопије; антиутопија се представља као утопија, или је планирана као таква, али је из неког разлога утопијски свет уништен или искренут. Луцидна идеја „искашљавања“ Земље која доводи до њене мултипликације у паралелним световима без одређених компоненти (орхидеја или свитаца, на пример), наводи злехуду вештицу Анкурати да у једној од таквих зона преузме улогу Творца, да у свет без људи који би био под њеном влашћу пренесе дечака Адама, кога бира симболички као Првог човека њеног Врлог Новог Света, удруживши га у заједницу са својом прелепом и пре-савршеном штићеницом Лилит, Првом Адамовом женом." 